# Saint-Loup-de-Gonois
Saint-Loup-de-Gonois là một xã của tỉnh Loiret, thuộc vùng Centre-Val de Loire, miền trung nước Pháp.